# Rossmann-vouwing

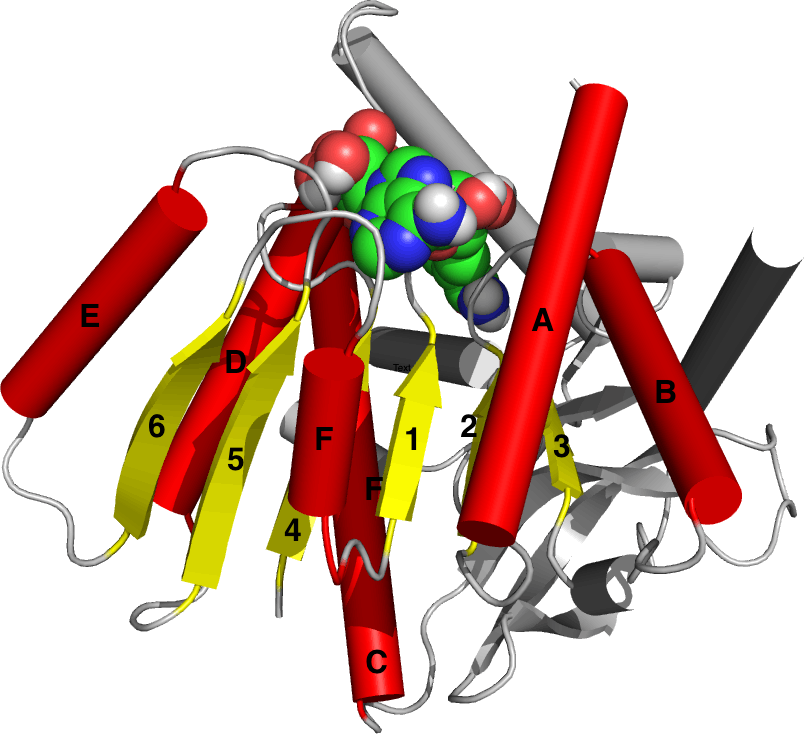
Rossmann-vouwing in het prokaryotisch enzym malaatdehydrogenase. Bèta-platen in geel, alfa-helices in rood.

De Rossmann-vouwing (Engels: Rossmann fold) is een structuurmotief in eiwitten waaraan nucleotiden binden, zoals de cofactors FAD, NAD+ en NADP+. De Rossmann-vouwing is opgebouwd uit drie afwisselende lagen van bèta-sheetstructuren en alfa-helices. In de klassieke Rossmann-vouwing komen zes bèta-platen voor, maar er zijn ook vergelijkbare structuurmotieven ontdekt waar zich slechts vijf bèta-platen in bevinden. Het kenmerkende, meest geconserveerde onderdeel van de Rossmann-vouwing is de bèta-alfa-bèta (bab)-vouwing waar het structuurmotief mee begint. De structuur is vernoemd naar Michael Rossmann, die de vouwing in 1970 ontdekte in het enzym melkzuurdehydrogenase en later constateerde dat het een veel voorkomend motief was in eiwitten die nucleotiden binden.